# Multiplicity (Künstlergruppe)
Multiplicity wurde 2000 in Mailand gegründet. Die Gründungsmitglieder sind Stefano Boeri, Maddalena Bregani, Francisca Insulza, Francesco Jodice, Giovanni La Varra und John Palmesino.
Multiplicity ist ein sich ständig veränderndes multidisziplinäres Netzwerk, welches sich aus Architekten, Geografen, Künstlern, Stadtplanern, Fotografen, Soziologen, Ökonomen, Filmemachern usw. zusammensetzt. Multiplicity erfindet und realisiert Interventionsstrategien, Workshops, Installationen und Bücher über Veränderungsprozesse der Stadtlandschaften.
„Die Gruppe produzierte die auf der Documenta11 gezeigte Installation ID: A Journey through a Solid Sea.  Es werden Forschungsergebnisse und Methodologien gezeigt, die mit Hilfe eines 3D-Modells die Seewege im Mittelmeer visuell veranschaulichen. Unterschiedliche Bahnen von Identität, von Touristen, Immigranten, Fischern und Seeleuten kartografieren visuell ein sich ständig veränderndes Gebiet als Folge ‚einer zeitlichen Verdichtung lokaler Strukturen‘ (Boeri).“ Das Projekt An USE-Uncertain States of Europe (2000) hat die politische und sozioökonomische Unsicherheit auf europäischem Territorium zum Thema.